# Ilex kusanoi
Ilex kusanoi — вид квіткових рослин з родини падубових.

## Поширення
Ареал: Тайвань.